# Lejeunea juruana
Lejeunea juruana är en bladmossart som beskrevs av Gradst. et M.E.Reiner. Lejeunea juruana ingår i släktet Lejeunea och familjen Lejeuneaceae. Inga underarter finns listade i Catalogue of Life.